# アー・ユー・ブルー
アー・ユー・ブルー("Are You Blind?")は、プロモーション用にリリースされたブルートーンズのコンピレーション・アルバム。

## 解説
タイトルは「アー・ユー・ブルー・オア・アー・ユー・ブラインド」からとられている。
本国でプロモーション盤のみ500枚が限定発売されたものであり、公式には流通していない。
曲目はそれまでのシングル曲に、『サイエンス・アンド・ネイチャー』のオープニングを飾っていた「ゾロ」を加えたもの。「カット・サム・ラグ」と「オートフィリア」は、それぞれエディットされたバージョンが収録されている。

## 収録曲
1. Are You Blue or Are You Blind?
2. Bluetonic
3. Slight Return
4. Cut Some Rug (edit)
5. Marblehead Johnson
6. Solomon Bites the Worm
7. If...
8. Sleazy Bed Track
9. Keep the Home Fires Burning
10. Autophilia (Or How I Learned to Stop Worrying and Love My Car) (radio version)
11. Zorrro